# Аврелиан (консул 182 г.)
Аврелиан (на латински: Aurelianus) e политик и сенатор на Римската империя през 2 век. Произлиза вероятно от фамилията Аврелии.
През 182 г. той е суфектконсул заедно с Луций Атидий Корнелиан.